# Ceto
För andra betydelser, se Ceto (olika betydelser).

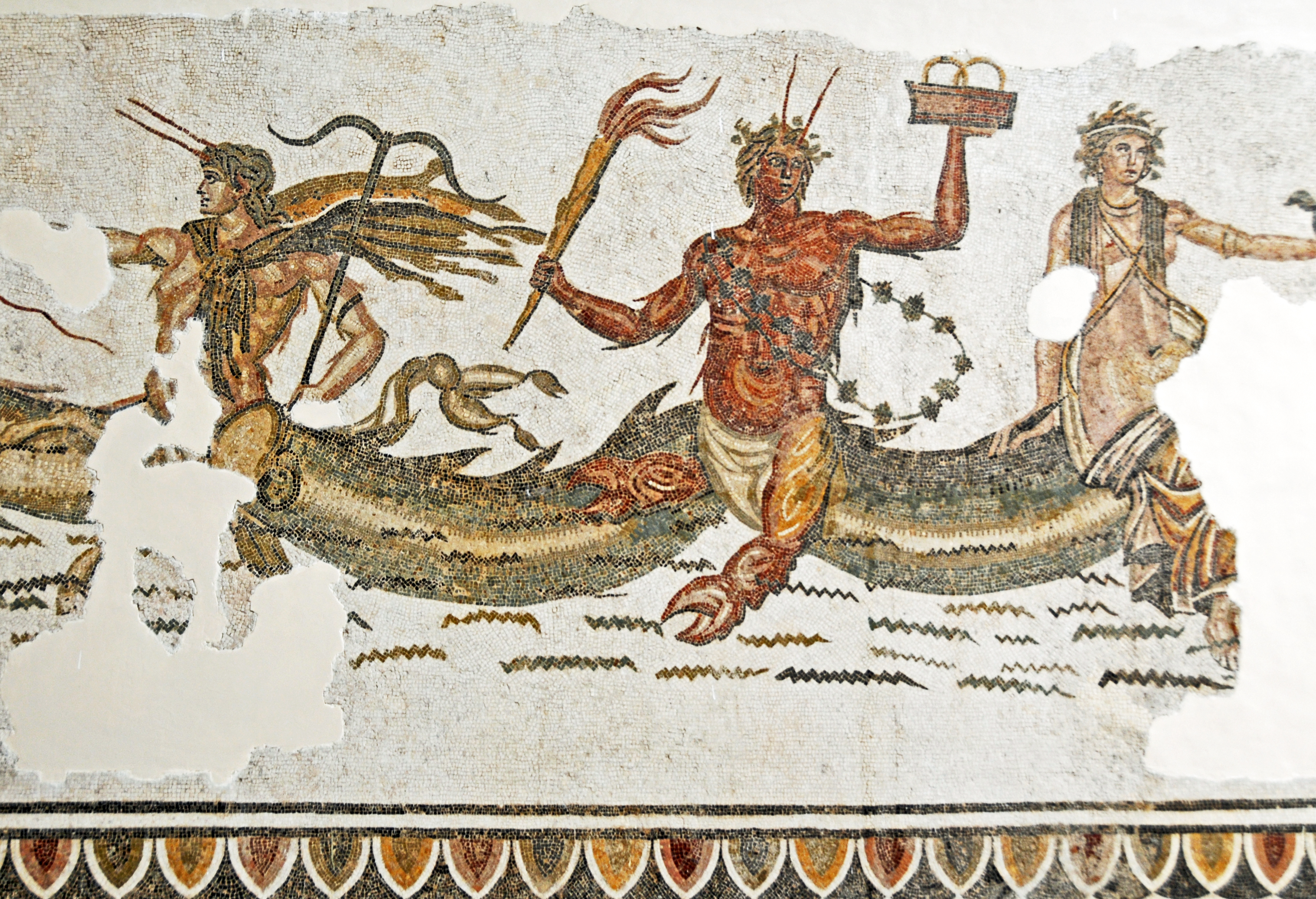
En mosaik med Ceto till höger.

Keto (Κητώ) eller Ceto var en gudinna över havets dolda faror i grekisk mytologi. Hon hade flera namn som var Kratiis ("Av klipporna"), Lamia ("Hajen") och Trienos ("Tre gånger"). Hennes namn Keto, gr. Κητ|ώ Kēt|ṓ, är avlett från κῆτ|ος kḗt|os, "val" eller "havsmonster". Hon var gudinna över just valar, större hajar och havsmonster. 
Keto var dotter till Pontus (Havet) och Gaia (Jorden). Hon var syster till havsgudarna Nereus och Phorkys. 
Keto var moder till flera monstruösa avkommor tillsammans med sin broder Phorkys. Keto och Phorkys fick graiaierna Pephredo, Enyo och Deino. Det är troligt att de även var föräldrar till Ladon, Ekhidna och  gorgonerna;  Medusa, Euryale och Stheno (gr. Σθενώ sthenṓ).
Keto var även mor till havsmonstret Skylla, men då oftast under något av hennes andra tre namn, vanligen Kratiis.